# Palliduphantes tenerifensis
Palliduphantes tenerifensis là một loài nhện trong họ Linyphiidae.
Loài này thuộc chi Palliduphantes. Palliduphantes tenerifensis được Jörg Wunderlich miêu tả năm 1992.